# ترانه یلدا
زهرا (ترانه) یلدا (متولد ۲۵ آذر ۱۳۳۳) معمار و شهرساز ایرانی است.
او فارغ‌التحصیل دکتری معماری و شهرسازی از دانشگاه پلی تکنیک تورینو و دانشگاه پاریس است و از طراحان طرح جامع تهران به‌شمار می‌آید.
دویست و هفدهمین نشست از سلسله جلسات صبح پنجشنبه‌های مجله بخارا به ترانه یلدا اختصاص داشت.

## آثار
- شهرهای نامرئی، ایتالو کالوینو، ترجمهٔ زهرا (ترانه) یلدا، تهران: مرکز، ۱۳۶۸
- سرگشتگی نشانه‌ها: نمونه‌هایی از نقد پسامدرن، گروه مترجمان، ناشر: نشر مرکز
- م‍ع‍م‍اری ن‍ی‍ک‍لای م‍ارک‍ف، وی‍ک‍ت‍ور دان‍ی‍ل، ت‍رج‍م‍ه ت‍ران‍ه ی‍ل‍دا، ت‍ه‍ران: دی‍د‏‫‏، ۱۳۸۲. ‏‬
- م‍ع‍م‍اری ک‍ری‍م طاه‍رزاده ب‍ه‍زاد: م‍ج‍م‍وع‍ه م‍ع‍م‍اری دوران ت‍ح‍ول در ای‍ران، ب‍ی‍ژن ش‍اف‍ع‍ی، وی‍ک‍ت‍ور دان‍ی‍ل، س‍ه‍راب س‍روش‍ی‍ان‍ی؛ ت‍رج‍م‍ه ت‍ران‍ه ی‍ل‍دا؛ ن‍دا ق‍ی‍اس‍ی، ت‍ه‍ران: دی‍د، ۱۳۸۴.